# Municipio de Fairfield (condado de Westmoreland)
El municipio de Fairfield (en inglés: Fairfield Township) es un municipio ubicado en el condado de Westmoreland en el estado estadounidense de Pensilvania. En el año 2000 tenía una población de 2,536 habitantes y una densidad poblacional de 16 personas por km².

## Geografía
El municipio de Fairfield se encuentra ubicado en las coordenadas 40°23′00″N 79°07′59″O / 40.38333, -79.13306.

## Demografía
Según la Oficina del Censo en 2000 los ingresos medios por hogar en la localidad eran de $32,927 y los ingresos medios por familia eran $37,177. Los hombres tenían unos ingresos medios de $37,422 frente a los $23,750 para las mujeres. La renta per cápita para la localidad era de $18,284. Alrededor del 15,5% de la población estaban por debajo del umbral de pobreza.